# 2001 (biograf)
2001 var en biograf på Regeringsgatan 8 (numera 10) på Norrmalm i Stockholm.
Biografen öppnade den 24 augusti 1976 och lades ner den 22 mars 1992. 
Den var främst inriktad på smal kvalitetsfilm och hade två salonger med 134 respektive 106 platser. Mellan november 1988 och fram till sin nedläggning bar den namnet Studio 1 & 2.